# Villers-en-Prayères
Villers-en-Prayères è un ex comune francese di 120 abitanti situato nel dipartimento dell'Aisne della regione dell'Alta Francia. Il 1º gennaio 2016 il comune è stato accorpato con quelli di Glennes, Longueval-Barbonval, Merval, Perles, Révillon e Vauxcéré per formare il nuovo comune di Les Septvallons, di cui è comune delegato.

## Società

### Evoluzione demografica
Abitanti censiti